# 霍克斯伯里河铁路桥
霍克斯伯里河铁路桥（英語：Hawkesbury River Railway Bridge）位於澳大利亚悉尼北部，為一座跨过霍克斯伯里河的铁路桥。该桥是北干线铁路最后通车的节点，这条铁路连接了阿德莱德、墨尔本、悉尼和布里斯班，是当时一大艰巨工程。